# Wu Sangui

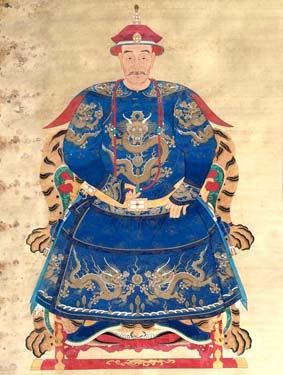
Wu Sangui in mandschurischer Kaisertracht

Wu Sangui (chinesisch 吳三桂, Pinyin Wú Sānguì, W.-G. Wu San-kuei; * 1612; † 2. Oktober 1678 in Hengzhou, Provinz Hunan) war ein Befehlshaber an der Großen Mauer, der nach dem Fall der Ming-Dynastie auf die Seite der Mandschu überlief und ihre Machtergreifung in China unterstützte.

## Leben
Wu Sangui wurde in Gaoyou in der Provinz Jiangsu geboren und macht schnell Karriere als Militärführer der Ming-Dynastie an der Großen Mauer.
Am 25. April 1644 zog der Rebellenführer Li Zicheng nach der kampflosen Übergabe des Nankou-Passes in Peking ein, ein Eunuch öffnete die Tore, der verlassene letzte Ming-Kaiser Chongzhen erhängte sich in einem Pavillon. Der Einzug der Rebellen in Peking war friedlich, Übergriffe gegen die Zivilbevölkerung wurden umgehend mit dem Tode bestraft. Allerdings hatte Li Zicheng ein Problem: Er konnte seine Truppen nicht bezahlen, so dass seine Offiziere ehemalige Ming-Anhänger systematisch und grausam folterten, um Gelder einzutreiben. Dazu kamen Gewalttaten auf dem offenen Land.
Zu dem Zeitpunkt war Wu Sangui der einzige verbliebene Ming-Truppenführer im Norden. Er hatte seine Truppen nach Shanhaiguan verlagert, um dem Kaiser zu helfen, sie aber intakt behalten. Li Zicheng erwartete dessen Unterwerfung, denn er hatte sowohl seinen Vater als auch seine Konkubine, eine frühere Sängerin namens Chen Yuan in seiner Gewalt. Über die folgenden Ereignisse gehen die Darstellungen auseinander.
Entweder war Wu Sangui zu langsam mit seiner Antwort auf Li Zichengs Aufforderung, woraufhin dieser seinen Vater hinrichten ließ, oder der Vater verlangte zwecks Vermeidung der Familienschande absolute Treue zu den Ming. Zur Hinrichtung des Vaters kam offenbar die Vergewaltigung der Konkubine, woraufhin Wu Sangui umkehrte und sich gegen Li Zicheng stellte. Am 18. Mai zog Li Zicheng gegen Wu Sangui zu Felde. Gleichzeitig war bereits am 13. Mai der Mandschu-Prinzregent Dorgon zur Eroberung Pekings aufgebrochen, ohne zu wissen, dass es schon in die Hände der Rebellen gefallen war. Am 20. Mai erreichten ihn Wu Sanguis Botschafter mit dem Angebot eines gemeinsamen Vorgehens, am 27. Mai kam es zum Treffen der beiden und am 29. Mai zur Schlacht mit Li Zicheng bei Shanhaiguan. Die Mandschu-Reiterei entschied die Schlacht, und Dorgon zog in Peking ein. Li Zicheng floh mit dem Resten seiner Truppen südwärts, verfolgt von Wu Sangui und zwei Mandschuprinzen nach Henan, bis er im Oktober 1645 von Bauern erschlagen wurde.
In den folgenden Jahren kämpfte Wu Sangui gegen die südlichen Ming, wurde 1659 Statthalter in Yunnan und verzeichnete 1662 die Gefangennahme eines Thronanwärters, des sogenannten Yongli-Kaisers. Eine Zeit lang war er der einzige General, der im Süden Chinas Erfolge erzielte, so dass er hoch geehrt und dabei auch in den Fürstenstand erhoben wurde.
Zusammen mit zwei anderen Überläufern regierte der Marschall fast selbständig den Süden Chinas. Aber bald wurde er dem neuen Mandschu-Kaiser Kangxi zu mächtig, so dass dieser ihm 1673 die Auflösung seiner Truppen befahl. Die Antwort war ein Aufstand der drei Feudalfürsten Wu Sangui, Shang Kexi (bzw. dessen Sohn Shang Zhixin) und Geng Jingzhong 1674–81, welcher sich zumindest anfangs schnell bis zum Yangtse und nach Gansu ausbreitete und der Mandschu-Dynastie vielleicht den Thron gekostet hätte, wenn es eine einheitlichere Führung gegeben hätte. Wu Sangui proklamierte 1678 noch seine eigene Zhou-Dynastie, wohingegen die anderen beiden Rebellenführer kapitulierten. Wu starb schließlich am 2. Oktober 1678 in Hengzhou, Provinz Hunan an einer Krankheit. Mit dem Selbstmord seines Enkels Wu Shifan endete der Aufstand 1681.